# Laprade (Aude)
Laprade è un comune francese di 95 abitanti situato nel dipartimento dell'Aude nella regione dell'Occitania.

## Società

### Evoluzione demografica
Abitanti censiti